# Jan Gruiters
Jan Gruiters (1956) was van 2000 tot 2019 directeur van de Nederlandse vredesorganisatie PAX (van 2006-2014 "IKV Pax Christi" genaamd). Hij studeerde informatica en bestuurskunde. Hij werkte van 1980–1981 als informatieanalist voor de centrale directie van de toenmalige PTT. In 1981 trad hij als adjunct-secretaris in dienst bij Pax Christi Nederland. Van 1984–1985 maakte hij deel uit van het landelijk werkcomité van het Komitee Kruisraketten Nee (KKN) waar hij meewerkte aan de organisatie van het volkspetitionnement van 1985. Vanaf 1985 was hij secretaris Afrika voor Pax Christi.  Van 1987–1992 werkte hij voor de Raad van Kerken in Nederland. In het kader van het Conciliair proces voor gerechtigheid, vrede en heelheid van de schepping organiseerde hij (als coördinator) de eerste twee nationale oecumenische "kerkendagen" in Nederland in 1989 (Utrecht, 16.000 deelnemers) en 1992 (Amersfoort, 18.000 deelnemers). Daarna keerde hij terug naar Pax Christi om verder vorm te geven aan het Afrika-werk.

## Vredeswerk
Na het vertrek van Jan ter Laak in 1996 werd Gruiters tijdelijk algemeen secretaris van Pax Christi Nederland. Hij loodste de organisatie door een moeilijke tijd maar wilde niet vast algemeen secretaris te worden.
Na een conflict over de richting van de organisatie met Fred van Iersel, die Jan ter Laak was opgevolgd en waarin het bestuur de kant van Gruiters koos, heeft Gruiters samen met de interim-manager Jaap van 't Hek de basis gelegd voor een nieuwe organisatie. Er werd gekozen voor professionalisering van de werkorganisatie en een vitalisering van de achterban, waarbij de vereniging als controlerende instantie op afstand kwam te staan van de dagelijkse uitvoering. De functie van algemeen secretaris verdween en Gruiters werd de eerste directeur. Pax Christi werd onder zijn leiding omgevormd tot een middelgrote organisatie op het gebied van internationale samenwerking.
In deze sector speelde Gruiters een invloedrijke rol. Vanaf 2002 was hij voorzitter van het platform Thematische Medefinanciering (TMF) en speelde hij een rol in het organiseren van kleine en middengrote thematische organisaties. Pax Christi kreeg mede daardoor vanaf 2003 structurele subsidie van het Nederlandse Ministerie van Buitenlandse Zaken.
Van betekenis was, dat hij erin slaagde om Pax Christi Nederland en IKV tot één werkorganisatie (IKV Pax Christi, vanaf 2006, sinds 2014 Pax geheten) op één locatie (in Utrecht) samen te brengen. In een gesprek met One World zei Gruiters in 2009 dat thematische organisaties zoals IKV Pax Christi met "Thematische medefinanciering" (TMF) het tij mee hebben. "Dat heeft te maken met de vermaatschappelijking van Ontwikkelingssamenwerking, waardoor organisaties buiten of aan de rand van de OS-sector, zoals IKV Pax Christi, meer in beeld komen". Hij erkende dat door de vergaande professionalisering "de sector een beetje met de rug naar de samenleving is gaan staan", maar stelde dat met de opkomst van kleine, thematische organisaties de sector "meer opengetrokken zal worden".

## Politieke standpunten
Politiek heeft Gruiters zich onder meer ingespannen voor een oplossing van het conflict in Zuid-Soedan en het conflict tussen Israël en de Palestijnen. Zo had hij in 1999 de hand in een Jeruzalemverklaring van Pax Christi, waarin territoriale claims die tot uitsluiting en geweld kunnen leiden, werden afgewezen en waarin hij hamerde op de naleving van resoluties van de Verenigde Naties.
In 1997 stond Gruiters samen met Gemma Crijns van Amnesty International aan de wieg van een ommezwaai van het bedrijf Royal Dutch Shell. Na intensieve onderhandelingen nam Shell als een van de eerste multinationale ondernemingen in de eigen "business principles" een expliciete verwijzing op naar de rechten van de mens. Het initiatief kreeg felle kritiek van de milieubeweging.
Op 15 februari 2003 voerde hij tijdens een demonstratie tegen de oorlog in Irak het woord, waarin hij stelde dat het middel van de oorlog ook hier erger is dan de kwaal. "Het kan nog steeds, als de politiek het wil: Ontwapen Irak zonder oorlog!" Ook pleitte Gruiters tijdens een hoorzitting in de Tweede Kamer voor een radicale koerswijziging van de militaire missie in Afghanistan waaraan Nederland deelnam.
In 2006 speelde hij achter de schermen een rol bij het tot stand komen van onderhandelingen met de Oegandese rebellenbeweging, de Lord's Resistance Army (Verzetsleger van de Heer). De onderhandelingen mislukten uiteindelijk, maar hebben toch gezorgd voor een afname van het geweld in Oeganda en de terugkeer van tienduizenden ontheemden en vluchtelingen.
Gruiters pleit voor dialoog met de radicale islam. Hij pleitte voor dialoog met de Palestijnse organisatie Hamas, ook als voorzitter van United Civilians for Peace, een samenwerkingsverband van IKV Pax Christi, Cordaid, ICCO en Oxfam Novib. Ook riep hij al vroeg op tot onderhandelingen met de Afghaanse Taliban.
Hij pleitte voor een kernwapenvrije wereld en voor het terugtrekken van de Amerikaanse kernwapens van Nederlands grondgebied. Voormalig premier Ruud Lubbers werkte als adviseur mee aan een nieuw pleidooi voor een kernwapenvrije wereld in tien jaar. Maar Gruiters heeft de kerkelijke vredesbeweging in het verzet tegen die oorlogen niet meer een mobiliserende rol kunnen of willen laten spelen, zoals dat in de jaren 80 het geval was.